# Protoceratopsidae
Die Protoceratopsidae (auch Protoceratopidae) sind ein Taxon (eine systematische Gruppe) der Dinosaurier aus der Gruppe der Ceratopsia. Sie umfassen nach heutiger Sichtweise Protoceratops und Bagaceratops sowie einige wenig bekannte, umstrittene Gattungen.

## Merkmale
Die Protoceratopsidae waren relativ kleine Dinosaurier, Protoceratops erreichte bis zu 2 Meter Länge, Bagaceratops nur etwa die Hälfte. (Der umstrittene Udanoceratops hingegen erreichte bis zu 4 Meter.) Wie bei allen Ceratopsia wurde die Schnauze aus dem Rostralknochen und dem Praedentale gebildet. Merkmale dieser Gruppe stellen unter anderem ein kleines Horn auf dem Nasenbein und Veränderungen des Unterkiefers – etwa ein zugespitztes vorderes Ende des Praedentale – dar. Die Zähne waren wie bei allen Ceratopsia auf eine pflanzliche Ernährung ausgerichtet, im Gegensatz zu den Zahnbatterien der Ceratopsidae waren sie aber einfach gebaut.

## Äußere Systematik und Entwicklungsgeschichte
Sämtliche Funde von Protoceratopsidae stammen aus Ostasien (Mongolei und China) und werden in die Oberkreide (Santonium oder Campanium) auf ein Alter von 85 bis 70 Millionen Jahre datiert. Sie werden innerhalb der Ceratopsia in die Neoceratopsia eingegliedert. Ein mögliches Kladogramm sieht folgendermaßen aus.
|      | Protoceratopsidae                                                                                   |
|      | |
| N.N. | \| \| Leptoceratopsidae \| \| \| \| \| \| Ceratopsoidea (Zuniceratops und Ceratopsidae) \| \| \| \| |
|      | \| \| Leptoceratopsidae \| \| \| \| \| \| Ceratopsoidea (Zuniceratops und Ceratopsidae) \| \| \| \| |
|      | Leptoceratopsidae                                                                                   |
|      | |
|      | Ceratopsoidea (Zuniceratops und Ceratopsidae)                                                       |
|      | |

|  | Leptoceratopsidae                             |
|  |                                               |
|  | Ceratopsoidea (Zuniceratops und Ceratopsidae) |
|  |                                               |

|      | Protoceratopsidae                                                                                   |
|      | |
| N.N. | \| \| Leptoceratopsidae \| \| \| \| \| \| Ceratopsoidea (Zuniceratops und Ceratopsidae) \| \| \| \| |
|      | \| \| Leptoceratopsidae \| \| \| \| \| \| Ceratopsoidea (Zuniceratops und Ceratopsidae) \| \| \| \| |
|      | Leptoceratopsidae                                                                                   |
|      | |
|      | Ceratopsoidea (Zuniceratops und Ceratopsidae)                                                       |
|      | |

|  | Leptoceratopsidae                             |
|  |                                               |
|  | Ceratopsoidea (Zuniceratops und Ceratopsidae) |
|  |                                               |

Andere Untersuchungen sehen hingegen die Leptoceratopsidae als basale Vertreter der Coronosauria und die Protoceratopsidae als näher mit den Ceratopsoidea verwandt.

## Innere Systematik
Die Protoceratopsidae wurden 1923 von Walter W. Granger und William King Gregory geprägt, zunächst als monotypische Familie für Protoceratops. Später diente die Gruppe als Sammelbecken für alle Ceratopsia, die höher entwickelt als die Psittacosauridae, aber basaler als die Ceratopsidae waren. Diese Gruppe hat sich als paraphyletisch herausgestellt, so werden heute unter anderem die überwiegend nordamerikanischen Leptoceratopsidae als eigene Familie betrachtet.
Eine mögliche Gattungsliste sieht folgendermaßen aus:
- Bagaceratops
- Bainoceratops
- Breviceratops
- Graciliceratops
- Lamaceratops
- Magnirostris
- Platyceratops
- Protoceratops
- Udanoceratops

Protoceratops und Bagaceratops sind eng miteinander verwandt und bilden nach verschiedenen Analysen eine monophyletische Gruppe. Graciliceratops wurde bei seiner Erstbeschreibung 2000 ebenso den Protoceratopsidae zugerechnet wie Magnirostris 2003. Ebenfalls im Jahr 2003 beschrieb Alifanov mit Lamaceratops und Platyceratops zwei neue Dinosaurier, die er zusammen mit Bagaceratops und Breviceratops in eine neue Familie, Bagaceratopsidae, einordnete.
Über die Gültigkeit von Breviceratops gab es schon länger Unsicherheiten, es könnte sich dabei lediglich um ein Jungtier von Bagaceratops handeln. Makovicky und Norell stellte daneben 2006 auch die Gültigkeit von Lamaceratops, Magnirostris und Platyceratops in Frage, nach ihrer Meinung könnten es ebenfalls Synonyme von Bagaceratops sein.
Die Zugehörigkeit von Udanoceratops ist umstritten. Er zeigt im Bau des Unterkiefers Ähnlichkeiten mit den Leptoceratopsidae und wird manchmal auch dieser Gruppe zugerechnet. Bainoceratops dürfte eng mit Udanoceratops verwandt sein und wie dieser zu klassifizieren sein.
Zusammenfassend ist eine enge Verwandtschaft und Monophylie der beiden besser bekannten Gattungen Protoceratops und Bagaceratops weitgehend außer Zweifel, während die übrigen, schlecht erhaltenen, Funde umstritten sind.